# Obra social (Argentina)
Las obras sociales en Argentina son entidades que prestan asistencia sanitaria a los trabajadores en relación de dependencia. Existen obras sociales estatales (como por ejemplo, IOMA o PAMI) o privadas, aunque gran mayoría dependen de los sindicatos. Son uno de los componentes del sistema de salud en el país (que equivale a los seguros médicos de otras naciones) junto a la medicina prepaga. Por ley todos los empleados en relación de dependencia deben tener una cobertura médica, razón por la cual el trabajador y el empleador están obligados a abonar un porcentaje del salario para dicho fin y generalmente existen acuerdos entre las instituciones empleadoras y las obras sociales en relación con el tipo de empleo. El empleado puede optar por una obra social o prepaga diferente. En el país, según datos de 2018, existen 292 obras sociales con alcance nacional que brindan atención de salud a más de 14 millones de afiliados.

## Historia
A mediados del siglo XX aumenta el protagonismo de los sindicatos en la escena política y social. Durante el gobierno del presidente (de facto) Edelmiro Farrell, cuyo Secretario de trabajo y previsión era el coronel Juan Domingo Perón, se sanciona en 1945, la Ley 23.852 Asociaciones Profesionales y la Ley 33.302 que crea el Instituto Nacional de Remuneraciones y establece el aguinaldo. Ambas leyes fortalecieron la economía sindical. La independencia y autonomía en el manejo de los recursos posibilitaron el crecimiento y colocaron a los gremios en una posición privilegiada. Con el eminente crecimiento del movimiento obrero, las obras sociales se convirtieron en una de las principales áreas de los sindicatos. Las Obras Sociales Sindicales (OSS) representaron una parte mayoritaria de la población económicamente activa (entre el 70% y el 80% del total). Nace el seguro de salud en la Argentina con aportes desde el salario, en forma voluntaria, por rama de actividad y con criterios de equidad y solidaridad. De esta forma los mejores salarios colaboraban con sus aportes con los de menores ingresos en un fondo solidario administrado por los trabajadores a través de sus propias organizaciones.
Durante la dictadura militar de la Revolución Argentina (1966-1973), se promulgó la Ley 18.610 que establece la obligatoriedad de los aportes de los empleados (1%) y las contribuciones patronales (2%). Además establecía las prestaciones mínimas que debían brindar las obras sociales y creaba el Instituto Nacional de Obras Sociales (INOS), como ente regulador. Según el autor Ángel Jankilevich:

Se puede señalar que la legalización del sistema de obras sociales en Argentina se debe al Decreto-Ley 18.610 cuando el Gral Onganía ejercía la presidencia de facto y ante el avance sindical de izquierda trata de favorecer al sindicalismo peronista tradicional otorgándole por esta legislación la obligatoriedad de contribuir con el aporte de empleado y empleador a generar una red de prestaciones médicas con el 80 % de esa contribución y con el 20 % restante darle una finalidad social surgiendo de esa manera el turismo sindical.

Durante la dictadura cívico-militar autodenominada Proceso de Reorganización Nacional (1976-1983), las normas decretadas tuvieron como objetivo central limitar la capacidad política de los sindicatos. En este período se promulgó la ley 22.269, que intentó dar fin al sistema solidario pero no fue aplicada.
En 1988, durante el gobierno de Raúl Alfonsín, se aprueban las leyes 23.660 de Obras Sociales y 23.661 del Seguro de Salud que rigen el sistema hasta la actualidad.
Durante el gobierno de Carlos Menem (1989-1999) ocurre el auge de las empresas de medicina prepaga o privada, donde se suman como actores de peso del sistema privado las aseguradores, bancos y financieras. La crisis del 2001 arrastró a varias obras sociales a la quiebra, agravada por las políticas de desregulación y la crisis financiera producto de la disminución de la masa de aportantes por el incesante incremento del desempleo, la menor participación del salario en el producto bruto y los aumentos de los costos de las prestaciones asistenciales.
A principios del siglo XXI la frontera entre obra social y medicina prepaga se torna difusa. Las obras sociales ofrecen un producto básico legal con varias limitaciones a la vez que ofrecen otros productos más completos pagando un plus por encima del aporte retenido automáticamente del salario.

## Cobertura
La cobertura mínima de las obras sociales incluye:
- Atención médica.
- Internación.
- Medicamentos.

Los tratamientos cubiertos se encuentra estipulados en el Programa Médico Obligatorio (PMO) que regula el Ministerio de Salud. La cobertura médica alcanza a la pareja del trabajador (si está desempleada) y los hijos hasta 21 años (pudiéndose postergar hasta los 25 años si se encuentra estudiando y bajo el cargo del titular, además de no contar con trabajo).
Las obras sociales también pueden participar en otras áreas como la financiación de investigaciones, el fomento del arte y la cultura y la recuperación del patrimonio artístico, cultural y natural.